# Чаффи, Нэнси
Нэнси Энн Чаффи (англ. Nancy Anne Chaffee, в замужестве Кайнер, англ. Kiner, и Уитакер, англ. Whitaker; 6 марта 1929, Вентура, Калифорния — 12 августа 2002, Коронадо, Калифорния) — американская теннисистка, теннисный комментатор и администратор. 4-я ракетка мира в 1951 году, финалистка чемпионата США в женском парном разряде (1951), двукратная обладательница Кубка Уайтмен со сборной США.

## Биография
Родилась в Вентуре (Калифорния) в семье теннисного тренера. Посещала местную академию Св. Катерины.
Во взрослых турнирах начала выступать с 1945 года. Поступив в Университет Южной Калифорнии, играла за мужскую сборную вуза в отсутствие женской. Во второй год учёбы, в 1947 году, выиграла чемпионат США среди девушек в одиночном разряде и в паре с Беверли Бейкер.
В 1950 году выиграла чемпионат США в помещениях как в одиночном, так и в парном разряде. В том же году дошла до четвертьфинала на Уимблдонском турнире и до полуфинала национального чемпионата США, в обоих случаях проиграв Дорис Харт. Выигрывала чемпионат США в помещениях в одиночном и парном разрядах и в следующие два года, став первой в истории турнира теннисисткой, выигравшей его три раза подряд. В 1951 году в паре с Патрисией Каннинг-Тодд дошла до финала чемпионата США в женском парном разряде, где они проиграли Харт и Ширли Фрай. В том же году была впервые приглашена в сборную США для участия в Кубке Уайтмен — ежегодном матче женских команд США и Великобритании — и выступала в игре пар, завоевав трофей вместе с командой. Повторила этот успех и в следующем году. На протяжении трёх лет, с 1950 по 1952 год, попадала в список десяти сильнейших теннисисток мира, составлявшийся журналистами газеты Daily Telegraph. В 1950 и 1952 годах занимала в нём шестое место, а в 1951 году - четвёртое.
В 1951 году вышла замуж за бейсболиста «Питтсбург Пайрэтс» Ральфа Кайнера, будущего члена Национального зала славы бейсбола. На следующий год, после третьей подряд победы в чемпионате США в помещениях, почти полностью прекратила участие в соревнованиях, сосредоточившись на семейных обязанностях. Время от времени участвовала в турнирах до 1956 года, в том числе в 1955 году ещё раз став четвертьфиналисткой национального чемпионата США.
Позже вернулась в теннис как комментатор передач American Broadcasting Company и организатор теннисных программ на курортах. Стала одним из организаторов теннисного турнира в Саутгемптоне (Лонг-Айленд), сборы которого перечислялись на борьбу с раком. В браке с Кайнером у Нэнси родились трое детей — сыновья Майкл и Скотт и дочь Кэтрин. В 1991 году вышла замуж во второй раз за спортивного комментатора Джека Уитакера. Проживала в Индиан-Уэлсе (Калифорния). Скончалась в 2002 году в Коронадо (Калифорния) на 74-м году жизни от осложнений, связанных с раковым заболеванием.

## Финалы турниров Большого шлема за карьеру

### Женский парный разряд (0-1)
| Результат | Год  | Турнир        | Покрытие | Партнёрша             | Соперницы в финале    | Счёт в финале |
| --------- | ---- | ------------- | -------- | --------------------- | --------------------- | ------------- |
| Поражение | 1951 | Чемпионат США | Трава    | Патрисия Каннинг-Тодд | Ширли Фрай Дорис Харт | 4-6 2-6       |